# Josefa Medina
Josefa Medina Suárez (Gáldar, 23 de febrero de 1930 – Ibidem, 13 de octubre de 2016) fue una pintora y profesora de dibujo española, fundadora de la Academia de Dibujo y Pintura de Gáldar (Gran Canaria).

## Trayectoria y biografía
Medina nació en una vivienda ubicada en la calle Doramas de Gáldar (Gran Canaria), siendo la primera de las cuatro hijas del matrimonio formado por Rafael Medina y Juana Suárez. Estudió la enseñanza primaria en la Graduada de niñas de la localidad y con catorce años se inició en el mundo del dibujo y la pintura de la mano de las profesoras Asunción Perea y Andrea Táisma y de la pintora y restauradora Fidela Romero.

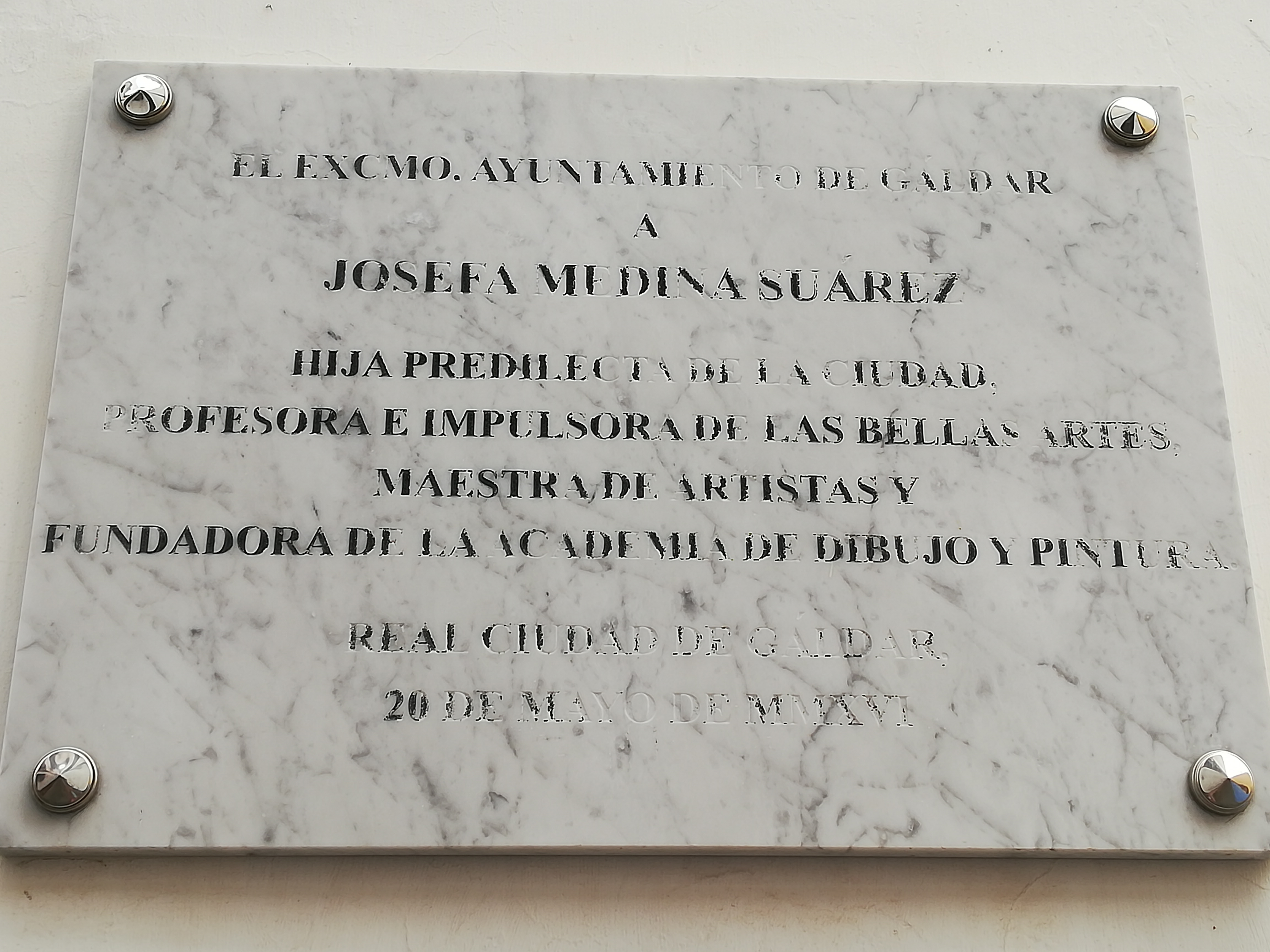
Placa conmemorativa a Josefa Medina Suárez

Inició los estudios de Bellas Artes en Tenerife, culminándolos en la Real Academia de Bellas Artes de San Fernando de Madrid. Obtuvo la cátedra para impartir clases de dibujo en el Instituto Tomás Morales de Las Palmas de Gran Canaria y dos años después, se trasladó al Instituto Saulo Torón de Gáldar donde desarrolló su labor como profesora del área de plástica y dibujo hasta 1995, año en el que se jubiló.  
Tras su jubilación puso en marcha la academia municipal de Dibujo y Pintura, ubicada en ese momento en la Casa de la Juventud de Gáldar y que pasará posteriormente a denominarse Academia municipal de Dibujo y Pintura Josefa Medina a petición del alumnado.
Falleció con 86 años en su ciudad natal en octubre de 2016.

## Reconocimientos
En mayo de 2016, Medina fue nombrada Hija Predilecta de la Ciudad de Gáldar en reconocimiento a “toda una vida llena de cariño y de amor a su tierra natal, Gáldar”.
La Academia de Dibujo y Pintura celebró en febrero de 2019 un homenaje a la pintora con motivo del aniversario de su nacimiento y del pintor galdense Antonio Padrón y en febrero de 2020 se llevó a cabo otro homenaje en su recuerdo.